# Ryan Poehling
Ryan Poehling (Lakeville, 3 gennaio 1999) è un hockeista su ghiaccio statunitense, centro degli Anaheim Ducks (NHL).
Poehling è stato scelto con la 25ª scelta assoluta dai Montreal Canadiens nel Draft 2017. Dopo i Canadiens, ha giocato in NHL anche con in Pittsburgh Penguins e i Philadelphia Flyers, per poi approdare ai Ducks nel 2025.

## Palmarès

### Hlinka Gretzky Cup
- 1 medaglia:
  - 1 argento (Repubblica Ceca 2016)

### World Championships U18
- 1 medaglia:
  - 1 oro (Slovacchia 2017)

### World Junior Championships
- 1 medaglia:
  - 1 argento (Canada 2019)
  - 1 bronzo (Stati Uniti 2018)